# Centrale nucléaire de Bruce
La centrale nucléaire de Bruce est la plus puissante centrale nucléaire canadienne. Elle est située sur la côte est du Lac Huron, à Inverhuron et Tiverton dans le comté de Bruce, en Ontario.
Depuis 2001, l'exploitant est la société Bruce Power. Les réacteurs sont toujours la propriété de Ontario Power Generation.
Avec huit réacteurs cumulant une puissance électrique nette de 6 433 MWe, elle fut la plus puissante centrale nucléaire au monde après l'arrêt de la centrale nucléaire de Kashiwazaki-Kariwa au Japon (suite de l'accident de la centrale de Fukushima). Elle est détrôné en 2019 par la centrale nucléaire sud-coréenne de Kori.

## Description
Cette centrale est la plus puissante centrale nucléaire du Canada. Elle a été construite en plusieurs étapes entre 1970 et 1987 par Ontario Hydro. Elle dispose de 8 réacteurs CANDU qui peuvent produire 6 433 MWe quand toutes les unités sont en fonctionnement.
La centrale comprend deux unités de quatre réacteurs chacune, les unités Bruce A (1 à 4) et Bruce B (5 à 8),.
Avant 2005 il ne restait plus que 6 réacteurs en fonctionnement pour fournir 4 640 MWe, les réacteurs A1 et A2 étant arrêtés. À l'automne 2005, l'exploitant Bruce Power et le gouvernement de l'Ontario ont décidé de rénover les tranches 1 et 2 et de les remettre en service pour répondre à une demande croissante d'énergie électrique dans la province de l'Ontario. Il avait été décidé en même temps d'arrêter le réacteur de la centrale nucléaire de Douglas Pointeat[réf. nécessaire]. 
L'autorité de sûreté nucléaire canadienne, le CNSC, a autorisé la remise en service pour 5 ans des unités 1 et 2

## Sécurité et sûreté
Les divers services d'urgence de la centrale comptent, en 2011, environ 400 employés (gardes de sécurité, service de santé, pompiers).
La Bruce Power’s Nuclear Response Team décroche la première place lors de la Security Protection Officer Team Competition de 2006 à 2001 ainsi que lors du challenge annuel des SWAT Teams américains de 2007 à 2011.

## Caractéristiques des réacteurs
Les huit réacteurs sont des réacteurs CANDU de conception canadienne (CANDU 791, 750A et 750B), tous développés par EACL (Énergie Atomique du Canada Limitée). Ce sont des réacteurs à eau lourde pressurisée (PHWR) d'une puissance électrique nette unitaire allant de 770 à 817 MWe.

### Définitions
Les caractéristiques des réacteurs sont données dans les tableaux ci-après ; les données sont principalement issues de la base de données PRIS (Power Reactor Information System) de l’Agence international de l'énergie atomique (AIEA) qui définit ainsi les termes :
- la puissance nette correspond à la puissance électrique délivrée sur le réseau et sert d'indicateur en termes de puissance installée ;
- la puissance brute correspond à la puissance délivrée par l'alternateur (soit la puissance nette augmentée de la consommation interne de la centrale) ;
- la puissance thermique correspond, à la puissance délivrée par la chaudière nucléaire.

Le début de construction correspond à la date de coulage des fondations du bâtiment réacteur. Une tranche (nom utilisé pour un réacteur complet) est considérée comme opérationnelle après son premier couplage au réseau électrique. La mise en service commerciale est le transfert contractuel de l’installation du constructeur vers le propriétaire ; intervenant en principe après réalisation des tests réglementaires et contractuels, et après fonctionnement continu à 100 % pendant une durée définie au contrat de construction.
| Unité | Modèle     | Statut       | Puissance   | Puissance   | Puissance        | Début de construction | Première divergence | Raccordement au réseau | Mise en service commercial |
| Unité | Modèle     | Statut       | Nette [MWe] | Brute [MWe] | Thermique [MWth] | Début de construction | Première divergence | Raccordement au réseau | Mise en service commercial |
| ----- | ---------- | ------------ | ----------- | ----------- | ---------------- | --------------------- | ------------------- | ---------------------- | -------------------------- |
| A1    | CANDU 791  | Opérationnel | 811         | 868         | 2 620            | 1er juin 1971         | 17 décembre 1976    | 14 janvier 1977        | 1er septembre 1977         |
| A2    | CANDU 791  | Opérationnel | 777         | 836         | 2 620            | 1er décembre 1970     | 27 juillet 1976     | 4 septembre 1976       | 1er septembre 1977         |
| A3    | CANDU 750A | Opérationnel | 770         | 865         | 2 550            | 1er juillet 1972      | 28 novembre 1977    | 12 décembre 1977       | 1er février 1978           |
| A4    | CANDU 750A | Opérationnel | 807         | 868         | 2 550            | 1er septembre 1972    | 10 décembre 1978    | 21 décembre 1978       | 18 janvier 1979            |
| B5    | CANDU 750B | Opérationnel | 817         | 872         | 2 832            | 31 mai 1978           | 14 novembre 1984    | 1er décembre 1984      | 28 février 1985            |
| B6    | CANDU 750B | Opérationnel | 817         | 891         | 2 690            | 1er janvier 1978      | 29 mai 1984         | 26 juin 1984           | 14 septembre 1984          |
| B7    | CANDU 750B | Opérationnel | 817         | 872         | 2 832            | 1er mai 1979          | 7 janvier 1986      | 22 février 1986        | 10 avril 1986              |
| B8    | CANDU 750B | Opérationnel | 817         | 872         | 2 690            | 30 juillet 1979       | 13 février 1987     | 7 mars 1987            | 20 mai 1987                |